# Бад-Шуссенрид
Бад-Шуссенрид (нем. Bad Schussenried) — город в Германии, курорт, расположен в земле Баден-Вюртемберг. 
Подчинён административному округу Тюбинген. Входит в состав района Биберах.  Население составляет 8464 человека (на 31 декабря 2010 года). Занимает площадь 55,02 км². Официальный код  —  08 4 26 014.
Является членом движения «Медленный город» (итал.  Cittaslow).

## Фотографии
- Монастырь
- Монастырь